# Healthcap
HealthCap, är ett specialiserat venturekapital-bolag som investerar inom området livsvetenskap och förvaltar över tio miljarder kronor. HealthCap investerar i innovativa bolag med fokus på terapeutiska produkter och behandlingsmetoder. Fram till 2023 hade HealthCap investerat i mer än 125 bolag och tagit mer än 45 bolag publika. HealthCap har kontor i Stockholm och Lausanne. 
HealthCap grundades 1996 av Björn Odlander och Peder Fredrikson och den första fonden etablerades samma år. Fram till 2023 har HealthCap etablerat åtta fonder och finansierat mer än 125 bolag, varat mer än 45 har tagits publika på nio olika marknader. Den senaste fonden, HealthCap VIII, etablerades 2019. HealthCap har cirka 25 anställda, varav 13 är partners. 

## Investeringar i urval
HealthCap har ett precisionsmedicinskt fokus och investerar i bolag som utvecklar nya teknologier och läkemedel som kan förändra framtida klinisk behandling. Portföljbolagen har utvecklat mer än 20 farmakologiska produkter och tagit mer än 40 medicintekniska produkter till marknaden. Exempel på teknologier som finansierats av HealthCap är:
- Orexo AB verksamt inom läkemedel för behandling av smärta och missbruk.

- Restylane en injicerbar filler som utvecklades av Q-Med AB[4]. Bolaget köptes av Galderma 2011.

- Biotage AB som utvecklar, tillverkar och säljer produkter inom analytisk och medicinsk kemi.
- NeuroNova AB som utvecklar terapier för sjukdomar orsakade av celldöd i det centrala nervsystemet.

## Källhänvisningar
1. ↑  ”HealthCap AB”. Svenska Riskkapitalföreningen. Arkiverad från originalet den 18 april 2013. https://archive.is/20130418094604/http://svca.se/sv/MemberDisplay?Cid=10977.
2. ↑  ”Många bolag är utsvultna på kapital”. Veckans Affärer. Arkiverad från originalet den 18 april 2013. https://archive.is/20130418123609/http://www.va.se/nyheter/bjorn-odlander-46426.
3. ↑  ”Peder Fredrikson”. Bloomberg Businessweek. http://investing.businessweek.com/research/stocks/private/person.asp?personId=76430&privcapId=183871&previousCapId=183871&previousTitle=HealthCap.
4. ↑  ”HealthCap ökar sitt ägande i Q-Med”. Q-Med. http://www.cisionwire.se/q-med/r/healthcap-okar-sitt-agande-i-q-med,c19865.